# سیوداد بولیوار (انتیوکیا)
سیوداد بولیوار (انتیوکیا) (به اسپانیایی: Ciudad Bolívar, Antioquia) یک سکونتگاه مسکونی در کلمبیا است که در Southwestern Antioquia واقع شده‌است.